# Оборско праисторическо селище
Оборското праисторическо селище (на гръцки: Προϊστορικός οικισμός Αραβησσού) е праисторическо селище край ениджевардарското село Обор (Арависос), Гърция.

## Местоположение
Селището е разкрито на малко разстояние югозападно от акропола на античния град Кирос, южно от село Обор, на мястото на изселеното село Градище.

## Описание
Селищната могила е обитавана от Късната новокаменна и Бронзовата епоха (V – II хилядолетие пр. Хр.). В гробовете от Късния неолит (края на IV хилядолетие) са открити златни надгробни маски и други златни предмети, изложени в Солунския археологически музей.